# حاسوب فائق شخصي

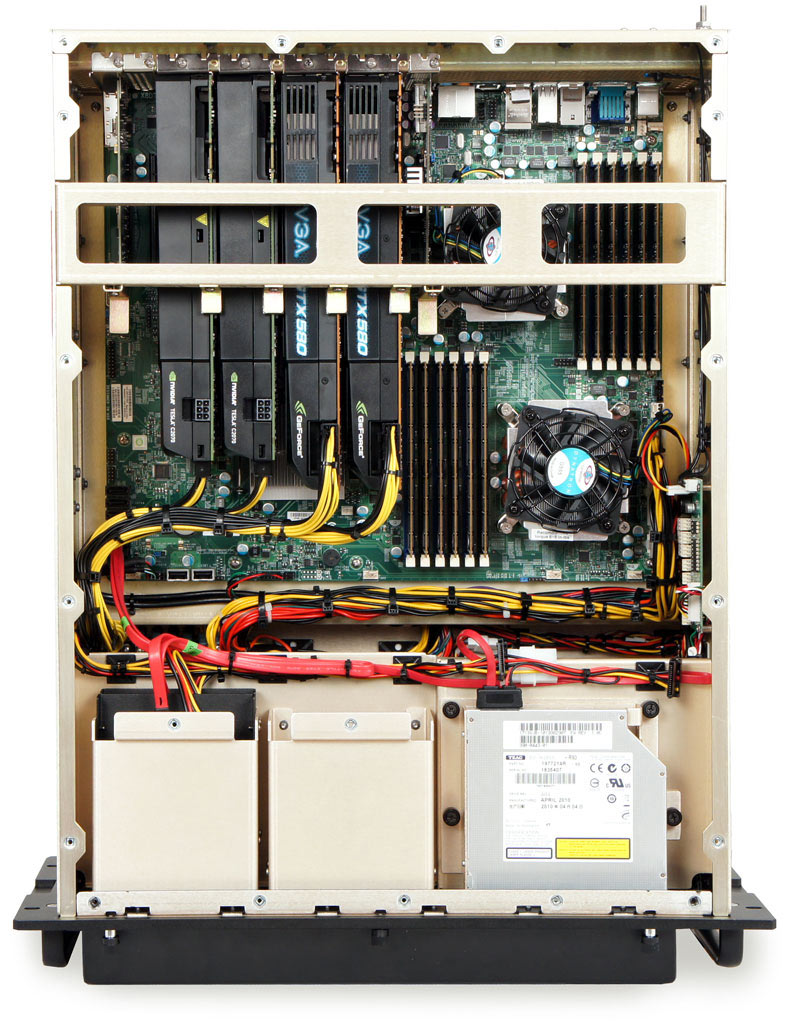

الحاسوب الفائق الشخصي (PSC) هو نظام حاسوبي فائق الأداء يتمتع بإمكانات وأسعار متوسطة بين أجهزة الحاسوب الشخصي العادية وأجهزة الحاسوب الفائق. ويتيح ذلك النوع من أجهزة الحاسوب للأفراد أو المؤسسات الحصول على كميات هائلة من العمليات الحسابية، وعادةً ما تكون للاستخدام الشخصي. وفي الأغلب، يقوم المستخدمون بتجميع أجهزة الحاسوب تلك، ولكن يوجد منها أنواع تجارية. وعلى الرغم من أن أجهزة الحاسوب الفائقة الشخصية أغلى من أجهزة الحاسوب الشخصي، فإنها تكون عمومًا في متناول الكثير من المستخدمين.

## التصميم
إن الطريقة الشائعة لتجميع أي حاسوب فائق شخصي (PSC) تكمن في مزامنة العديد من أجهزة الحاسوب مع شبكة سريعة (غالبًا ما تكون شبكة إيثرنت ثنائية ناقلة سعتها جيجابت لكل معالج)، حيث يتم ربطها عن طريق جهاز توزيع للشبكة سعة جيجابت. وهناك بعض أجهزة الحاسوب الفائقة الشخصية تستخدم العديد من وحدات معالجة الرسوميات المُجمَّعة معًا. فعلى سبيل المثال، يستخدم جهاز الحاسوب الفائق الشخصي TYANPSC معالجًا طراز 40 إنتل زيون (Xeon)، حتى يستطيع أن يحقق 256 جيجافلوب.

## التطبيقات
من الممكن أن تُستخدم أجهزة الحاسوب الفائقة الشخصية في التطبيقات الطبية لمعالجة كل من المخ والمسح الطبي للجسم، وهو ما يساعد إلى إجراء التشخيص بسرعة أكبر. كما تُستخدم أجهزة الحاسوب تلك في المراقبة الجوية، حيث يلزم الأمر معالجة كميات كبيرة من بيانات الفيديو فضلاً عن تخزينها.

## أمثلة
- كراي سي إكس1 (Cray CX1)
- جهاز الحاسوب Intel iPSC
- حاسوب نفيديا تيسلا الفائق الشخصي (Nvidia Tesla Personal Supercomputer)
- إس جي أي أوكتان (SGI Octane)
- حاسوب تيان الفائق الشخصي (TyanPSC)
- خادم Chassis Plans M5U-2203 5U GPU